# Tessa Brouwer
Tessa Brouwer (De Woude (Noord-Holland), 21 maart 1991) is een Nederlandse zwemster.

## Carrière
Brouwer won haar eerste NK-medaille op de Nederlandse kampioenschappen zwemmen 2007, zilver op de 50 meter schoolslag, en plaatste zich daarmee voor de Europese Jeugdkampioenschappen zwemmen 2007 in Antwerpen, België. In Antwerpen eindigde de Nederlandse als vierde op de 50 meter schoolslag en als achtste op de 100 meter schoolslag. 
Bij haar internationale debuut, op de Europese kampioenschappen zwemmen 2008 in Eindhoven, strandde Brouwer in de series van de 50 en de 100 meter schoolslag. Tijdens de Open Nederlandse kampioenschappen zwemmen 2008 in Eindhoven veroverde ze haar eerste nationale titel, op de 50 meter schoolslag. In Rijeka nam Brouwer deel aan de Europese kampioenschappen kortebaanzwemmen 2008, op dit toernooi werd ze uitgeschakeld in de halve finales van zowel de 50 als de 100 meter schoolslag. 
Op de Europese kampioenschappen kortebaanzwemmen 2009 in Istanboel strandde de Nederlandse in de halve finales van de 50 meter schoolslag en in de series van de 100 meter schoolslag.
Tijdens de Europese kampioenschappen kortebaanzwemmen 2010 in Eindhoven veroverde Brouwer de bronzen medaille op de 100 meter schoolslag en eindigde ze als vierde op de 50 meter schoolslag. Samen met Femke Heemskerk, Ranomi Kromowidjojo en Marleen Veldhuis zwom ze in de series van de 4x50 meter wisselslag, in de finale sleepte Kromowidjojo samen met Hinkelien Schreuder, Moniek Nijhuis en Inge Dekker de Europese titel in de wacht. Voor haar aandeel in de series ontving Brouwer eveneens de gouden medaille.
In Shanghai nam ze deel aan de wereldkampioenschappen zwemmen 2011, op dit toernooi werd ze uitgeschakeld in de series van de 200 meter schoolslag. Op de Europese kampioenschappen kortebaanzwemmen 2011 in Szczecin eindigde Brouwer als negende op de 50 meter schoolslag, daarnaast strandde ze in de halve finales van de 100 meter schoolslag en in de series van de 200 meter schoolslag. Op de 4x50 meter wisselslag eindigde ze samen met Wendy van der Zanden, Kira Toussaint en Tamara van Vliet op de achtste plaats.

## Resultaten

### Internationale toernooien
| Jaar | Olympische Spelen | WK langebaan        | WK kortebaan  | EK langebaan                           | EK kortebaan                                                                          |
| ---- | ----------------- | ------------------- | ------------- | -------------------------------------- | ------------------------------------------------------------------------------------- |
| 2008 | geen deelname     |                     | geen deelname | 17e 50m schoolslag 35e 100m schoolslag | 12e 50m schoolslag 11e 100m schoolslag                                                |
| 2009 |                   | geen deelname       |               |                                        | 18e 50m schoolslag 22e 100m schoolslag                                                |
| 2010 |                   |                     | geen deelname | geen deelname                          | 4e 50m schoolslag · 100m schoolslag · 4x50m wisselslag · Brouwer zwom enkel de series |
| 2011 |                   | 29e 200m schoolslag |               |                                        | 9e 50m schoolslag 16e 100m schoolslag 26e 200m schoolslag 8e 4x50m wisselslag         |

### Nederlandse kampioenschappen zwemmen
| Jaar | NK langebaan                                             | NK kortebaan                                                                                       |
| ---- | -------------------------------------------------------- | -------------------------------------------------------------------------------------------------- |
| 2005 | 18e 50m schoolslag 31e 50m rugslag                       | 27e 100m vrije slag 44e 200m vrije slag 9e 100m schoolslag 11e 200m schoolslag 13e 200m wisselslag |
| 2006 | 9e 50m schoolslag 6e 100m schoolslag                     | 5e 50m schoolslag 5e 100m schoolslag 4e 200m schoolslag                                            |
| 2007 | 50m schoolslag · 6e 100m schoolslag · 8e 200m schoolslag | 50m schoolslag · 100m schoolslag · 200m schoolslag                                                 |
| 2008 | 50m schoolslag · 100m schoolslag · 4e 200m schoolslag    | 50m schoolslag · 4e 100m schoolslag · 4e 200m schoolslag                                           |
| 2009 | 50m schoolslag · 100m schoolslag · 200m schoolslag       | 50m schoolslag · 100m schoolslag · 200m schoolslag                                                 |
| 2010 | geen deelname                                            | 50m schoolslag · 100m schoolslag · 200m schoolslag                                                 |
| 2011 | geen deelname                                            | 13e 100m schoolslag 14e 200m schoolslag                                                            |
| 2012 | 100m schoolslag · 200m schoolslag                        | 50m schoolslag · 100m schoolslag · 200m schoolslag                                                 |

## Persoonlijke records
Bijgewerkt tot en met 13 maart 2011
Kortebaan
| Afstand         | Tijd    | Datum            | Plaats    |
| --------------- | ------- | ---------------- | --------- |
| 50m schoolslag  | 30,71   | 25 november 2010 | Eindhoven |
| 100m schoolslag | 1.06,45 | 27 november 2010 | Eindhoven |
| 200m schoolslag | 2.25,61 | 19 december 2009 | Amsterdam |

Langebaan
| Afstand         | Tijd    | Datum         | Plaats    |
| --------------- | ------- | ------------- | --------- |
| 50m schoolslag  | 32,05   | 14 juni 2009  | Eindhoven |
| 100m schoolslag | 1.09,13 | 11 maart 2011 | Amsterdam |
| 200m schoolslag | 2.29,95 | 13 maart 2011 | Amsterdam |